# Angela Rippon
Angela May Rippon (Plymouth, 12 oktober 1944) is een Engelse presentatrice, voormalig nieuwslezeres, schrijfster en journaliste.
Rippon presenteerde radio- en televisienieuwsprogramma's in Zuidwest-Engeland voordat ze naar BBC One's Nine O'Clock News ging, waar ze in 1975 een vaste presentatrice werd. Ze was de eerste vrouwelijke journaliste die een vaste rol kreeg bij de presentatie van het nationale televisienieuws van de BBC, en de derde vrouwelijke nieuwspresentatrice die verscheen in nationale uitzendingen op de Britse televisie, na Barbara Mandell bij Independent Television News (ITN) in 1955 en Nan Winton, die tijdelijk het nationale nieuws presenteerde op BBC Television, in 1960.
Rippon verscheen in 1976 in een kerstshow van Morecambe and Wise, presenteerde de eerste twee seizoenen van Top Gear en presenteerde ook Come Dancing. Ze presenteerde het Eurovisie Songfestival in 1977. Ze was presentatrice bij, en medeoprichter van, de ontbijttelevisiefranchisenemer TV-am. In de jaren negentig maakte ze de overstap naar de radio, waar ze tussen 1990 en 1994 dagelijkse nieuwsprogramma's presenteerde voor LBC Newstalk. Ze verscheen ook als stand-in nieuwslezeres in The Big Breakfast op Channel 4. Ze presenteerde de BBC-uitzending van de United Kingdom Ballroom Championships in het Bournemouth International Centre in 1991.
Rippon heeft veertien boeken geschreven, toerde met een productie van Anything Goes en presenteerde een onderdeel van The One Show op BBC1. Van 2009 tot haar vertrek in 2024 presenteerde ze samen met Gloria Hunniford en Julia Somerville het consumentenprogramma Rip Off Britain op BBC One; in 2013 en 2014 presenteerde ze Holiday Hit Squad samen met Helen Skelton en Joe Crowley. Ze was ook de voice-over voor de BBC1-spelshow The Wall en is momenteel af en toe te zien als presentatrice bij GB News.